# Tribulago
Tribulago é um género botânico pertencente à família das orquídeas (Orchidaceae).